# Liste der Monuments historiques in Cheignieu-la-Balme
Die Liste der Monuments historiques in Cheignieu-la-Balme führt die Monuments historiques in der französischen Gemeinde Cheignieu-la-Balme auf.

## Liste der Bauwerke
| Bezeichnung       | Beschreibung                  | Standort         | Kennzeichnung | Schutzstatus | Datum | Bild           |
| ----------------- | ----------------------------- | ---------------- | ------------- | ------------ | ----- | -------------- |
| Schloss Les Éclaz | Erbaut ab dem 14. Jahrhundert | Les Éclaz (Lage) | PA00116378    | Inscrit      | 1988  | weitere Bilder |